# Parcul Național Khangchendzonga
Parcul Național Khangchendzonga sau Rezervația Biosferei Kanchenjunga este un parc național și rezervație a biosferei situat în Sikkim, India. A fost înscris de UNESCO în lista Patrimoniului Mondial în iulie 2016, devenind primul sit UNESCO de tip mixt din India. Parcul își ia numele de la muntele Kangchenjunga (scris alternativ Khangchendzonga) care se ridică la altitudinea maximă de 8.586 m, și este al treilea cel mai înalt vârf din lume. Suprafața totală a parcului este de 849,5 km².

## Istoria umană
Există câteva așezări tribale Lepcha în interiorul parcului.
Parcul conține mănăstirea Tholung, o gompa situată în zona-tampon a parcului și considerată unul dintre cele mai sfinte mănăstiri din Sikkim.

## Geografie

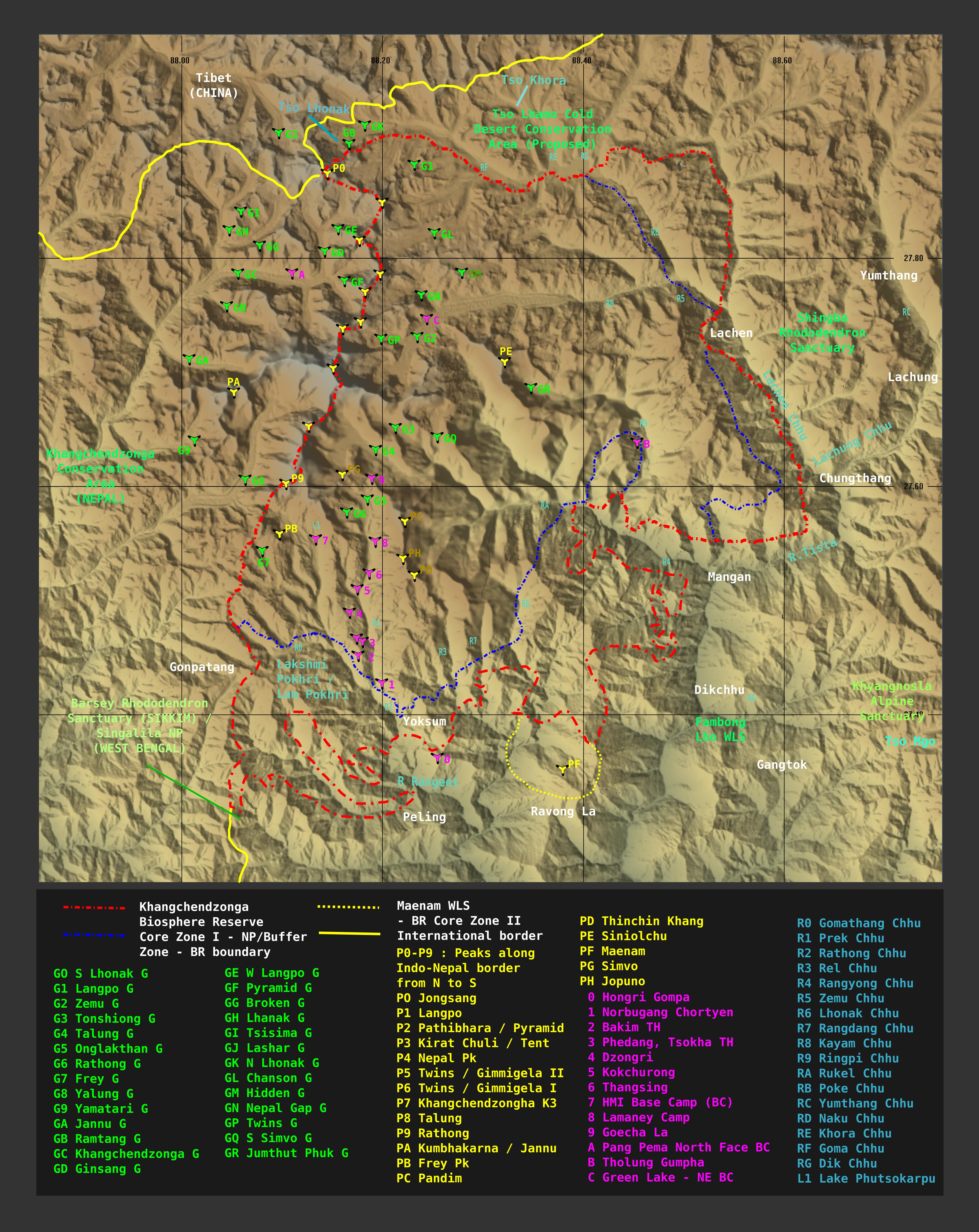
Harta zonelor protejate de statul indian în Rezervația Biosferei și Parcul Național Kangchenjunga

Parcul Kanchenjunga este situat în districtele Sikkimul de Nord și de Vest ale statului indian Sikkim. El are o altitudine de 1.829 m până la peste 8.550 m cu o suprafață de 849,5 km². Este unul dintre puținele parcuri naționale din India de la altitudine mare, și a fost inclus în 2016 pe criterii mixte în lista UNESCO.
La nord, se învecinează cu Rezervația Naturală Națională Qomolangma din Tibet, și în vest, cu zona de conservare Kanchenjunga din Nepal.

## Flora
Vegetația din parc cuprinde păduri temperate de foioase și de amestec formate din stejar, brad, mesteacăn, arțar, salcie etc. Vegetația din parc include și ierburi alpine și arbuști la altitudini mai mari, împreună cu multe plante medicinale și alte ierburi.

## Fauna
Parcul cuprinde multe specii de mamifere, inclusiv cerbul moscat, leopardul zăpezilor, tahrul himalayan, câinele sălbatic, ursul buzat, zibeta, ursul negru himalayan, panda roșu, măgarul sălbatic tibetan, oaia albastră himalayană, serow-ul, goralul și takinul, precum și reptile, între care șarpele șobolan și vipera lui Russell.
Un studiu recent a relevat că câinii sălbatici asiatici au devenit foarte rari în zonă. Câinii sălbatici din Rezervația Biosferei Khangchendzonga par să aparțină unei subspecii rare și distincte genetic, C. o. primaevus.

### Avifauna
Aproximativ 550 de specii de păsări se găsesc în interiorul parcului, între care  fazanul sângeriu, tragopanul satyr, uliganul, grifonul himalayan, zăganul, fazanul tragopan, porumbelul verde, cocoșul de zăpadă tibetan, porumbelul zăpezii porumbel, fazanul impeyan, cucul smarald asiatic, păsările-nectar și vulturul.
O nouă specie de pasăre, numită sturzul de pădure himalayan, a fost descoperită în 2016. Numele său științific este Zoothera salimalii.

## Activități specifice în parc

### Drumețiile
Majoritatea traseelor montane pornesc de la Yuksom (145 km de Gangtok) în  Sikkimul de Vest. Permisul necesar se poate obține de la Centrul de Educație și Interpretare a Vieții Sălbatice din Yuksom sau de la postul de control. Departamentul de Stat pentru Turism, împreună cu alte agenții de turism organizează drumeții către Dzongri (4.050 m) și alte destinații. Trasee populare pentru drumeții sunt: 
- Yuksom - Tshoka - Dzongri
- Bakim - Dzongri - Thangshing - Samuteng - Goechala
- Tabăra de bază Dzongri - Rathong – Khangerteng
- Thangshing - Lam Pokhari - Kasturi Orar - Labdang not ladang - Tashiding.

Altă destinație populară pentru drumeții este Lacul Verde, pornind din satul Lachen din Sikkimul de Nord. 
Cele mai importante și populare rute sunt: 
- Lucanes Jakchen-Yabuk-Tabăra de odihnă (tabăra Marco Polo) - Lacul Verde
- Lachen-Thasngu (4.174 m) - Muguthang (4.900 m) - Thay La (5.200 m) - Khyoksa La (5.500 m) - tabăra de odihnă - Lacul Verde.

Cele mai multe dintre aceste trasee montane trec prin Parcul Național Kanchenjunga și sunt prezentate în filmul Singalila în Himalaya

### Cazare
Cazarea se poate face la biroul pădurarului unde există patru case de odihnă cu aproximativ 20 de paturi.

### Transport până la parc
- Cel mai apropiat aeroport:
- Aeroportul Pakyong, o investiție Greenfield de lângă Gangtok
  - Aeroportul Bagdogra, districtul Darjeeling, Bengalul de Vest (222 km)
  - Heliportul Gangtok, districtul Sikkimul de Est, Sikkim
- Cea mai apropiată gară: New Jalpaiguri, Siliguri Junction (221 km)
- Cea mai apropiată șosea: NH 31A (Sevok – Gangtok)
- Cea mai apropiată așezare: Yuksom în vest și Chungthan în nord (20 km)
- Cel mai apropiat oraș: Gangtok

### Perioade și condiții de vizitare
Cel mai bun sezon pentru a vizita parcul național Kanchenjunga este între lunile aprilie-mai. Iarna zăpada este masivă și din mai până în octombrie sunt ploile musonice.
Cetățenii străini au nevoie de o autorizație pentru zone restricționate din partea Ministerului Afacerilor Interne din Guvernul Indiei de la Delhi pentru a vizita parcul și regiunea asociată. Cetățenii indieni trebuie să obțină un permis pentru linii interioare de la Departamentul de Stat pentru Interne. Permisiunea administratorului-șef pentru viață sălbatică este și ea obligatorie pentru toți cei aflați în parc.